# Grafisch Werkcentrum Amsterdam
Grafisch Werkcentrum Amsterdam is een stichting die zich inzet voor het behoud van grafisch erfgoed. Het centrum is sinds 2004 gevestigd in Amsterdam Oost.

## Activiteiten
Er worden cursussen geboden op het gebied van diepdruk, hoogdruk, boekbinden en letterzetten. Schoolkinderen kunnen kennis maken met het oude ambacht in de vorm van projecten. Grafische kunstenaars als Max Kisman en Gielijn Escher komen vertellen over hun vak tijdens maandelijkse lezingen. Verder is de werkplaats vrij te gebruiken door kunstenaars, al dan niet onder begeleiding van docenten.

## Materialen
Het GWA is in het bezit van een groot en bijzonder letterbestand uit hout en lood, biedt mogelijkheden tot boekbinden en beschikt over oude en soms antieke drukpersen. De historische hoog- en diepdrukpersen waarop door vakbekwame docenten wordt lesgegeven, zijn gedeeltelijk het eigendom van het werkcentrum en gedeeltelijk in bruikleen gegeven door musea en derden. De werkplaats beschikt verder over een Heidelbergpers, vier etspersen in verschillende maten en diverse snijmachines.

## Doelgroepen
Met cursussen, workshops, lezingen en projecten brengt het centrum mensen uit Amsterdam en omstreken in aanraking met het grafische cultuurgoed. Het GWA stelt zich met name open voor (amateur)kunstenaars. Doelgroepen zijn scholen (primair en voortgezet onderwijs), naschoolse opvang, welzijnsvoorzieningen, kunstenaars en andere grafisch geïnteresseerden. 